# Sapone molle
Il sapone molle è un sapone a base di sali di potassio e acidi grassi, usato prevalentemente come insetticida per eliminare molti parassiti che infestano le piante. Ha una bassa tossicità per i mammiferi, perciò è considerato sicuro e utilizzabile anche in presenza di bambini e animali domestici, inoltre il suo uso è ammesso nell'agricoltura biologica come corroborante.

## Composizione
Il sapone molle a uso insetticida è solitamente composto da una base forte (idrossido di potassio, KOH) e da acidi deboli, di solito acidi grassi a catena lunga (10-18 atomi di carbonio), in quanto gli acidi grassi a catena carboniosa corta tendono a essere dannosi per le piante.
Le concentrazioni d'uso consigliate sono tipicamente nell'intervallo 1-2% v/v. Un produttore raccomanda una concentrazione da 0,06% a 0,25% (di sapone puro equivalente) per la maggior parte delle applicazioni agricole; un altro raccomanda concentrazioni da 0,5 a 1% di sapone equivalente puro. Nell'Unione Europea, i sali di potassio di acidi grassi sono registrati e ammessi come insetticida fino al 2% di concentrazione.
Il sapone molle è più efficace se viene sciolto in acqua tenera, in quanto gli acidi grassi nel sapone tendono a precipitare in acqua dura, riducendone così l'efficacia. Per la sua indicazione spesso non si usa solo la parola "sapone", ma spesso anche "sali di potassio degli acidi grassi" o "laurato di potassio" come ingrediente attivo. Alcuni tipi di saponi a uso domestico (non detergenti sintetici) possono anche essere adatti a uso insetticida, ma può essere difficile distinguerne l'esatta composizione e concentrazione dall'etichetta. Normalmente i saponi a base di potassio si riconoscono per la consistenza tipicamente morbida o liquida.

## Meccanismo d'azione
Il meccanismo d'azione non è stato ancora completamente compreso. I possibili meccanismi coinvolti sono molteplici, quindi il sapone potrebbe:
- Entrare attraverso la trachea dell'insetto può disgregare le membrane cellulari, con la conseguente fuoriuscita del contenuto intracellulare dalle cellule danneggiate (citolisi);
- Sciogliere o ammorbidire la chitina della cuticola ("pelle") dell'insetto, portando alla perdita di acqua per evaporazione;
- Occludere le aperture tracheali, ostacolando la respirazione dell'insetto e provocarne il soffocamento;
- Interferire col metabolismo dell'insetto;
- Inspessire le foglie;
- Disgregare, sciogliere e distaccare meccanicamente i residui organici che gli insetti rilasciano sulle piante, come la melata degli afidi.[1][2]

Inoltre aiuta ad emulsionare meglio alcuni trattamenti oleosi, come ad esempio l'olio di neem o di soia.

## Organismi bersaglio
Il sapone molle è indicato per il controllo degli insetti a corpo molle e artropodi come afidi, adelgidi, cocciniglie, acari, trifidi, pidocchi, aleurodidi e larve di tentredini. Può essere utilizzato anche per bruchi e cicadellidi, ma gli insetti a corpo grande possono essere più difficili da eliminare. Molti impollinatori e insetti predatori come coccinellidi, calabroni, e sirfidi non sono disturbati dal sapone. Tuttavia gli afidi sono predatori che possono aiutare nella lotta biologica contro gli acari, mentre gli stadi larvali di coccinellidi, predatori di afidi, neurotteri e sirfidi possono essere negativamente affetti dall'uso del sapone. Secondo uno studio, una singola applicazione di sapone può ridurre fino al 15% le larve di neurotteri e coccinellidi e fino al 65% degli afidi.
L'afide verde del pesco è difficile da eliminare dal momento che si riproduce velocemente (una femmina adulta può depositare fino a 4 ninfe al giorno) e perché tende a risiedere sulla pagina inferiore delle foglie, dove non può essere colpito dal sapone. I produttori affermano che l'uso del sapone per il controllo dell'afide verde ha effetto solo se in combinazione con altri insetticidi, mentre il solo sapone può controllare altri tipi di afidi. Per gli afidi verdi che sono in contatto con una soluzione di sapone al 2%, circa il 95% degli adulti e il 98% delle ninfe muore in 48 ore. Alla concentrazione di 0,75%, i tassi di mortalità sono rispettivamente ridotti al 75% e 90%.
Dal 2011, negli Stati Uniti l'impiego del sapone molle è autorizzato anche contro l'oidio. Secondo la legislazione Europea, può essere utilizzato come insetticida ed è registrato contro afidi, aleurodidi e acari.

## Uso
Una soluzione insetticida di sapone molle uccide i parassiti solo per contatto; non ha azione residuale contro afidi che arrivano dopo che sia asciugato. Pertanto, le piante infestate devono essere accuratamente bagnate. Applicazioni ripetute possono essere necessarie per controllare adeguatamente elevate popolazioni di parassiti. Il sapone molle può danneggiare le piante, specialmente ad alte concentrazioni o a temperature ambientali superiori ai 32 °C. I danni possono manifestarsi anche dopo due giorni dall'applicazione.
Alcune specie sono particolarmente sensibili all'applicazione del sapone molle, come ippocastano, acero giapponese, sorbo, cirimoia, Cuore di Maria, pisello odoroso, portulaca, alcune varietà di pomodoro, biancospino, ciliegio, prugna, capelvenere, Corona di spine, lantana, nasturzio, gardenia, giglio, poinsettia (stella di Natale), alcuni albero da frutto e in genere le piante grasse. Anche le piante, in particolare le conifere, sotto stress idrico o in fase di germinazione, appena trapiantate o le talee non radicate tendono a essere più sensibili all'applicazione del sapone. I danni che possono verificarsi sono macchie clorotiche sulle foglie (gialle o brune), bruciature o accartocciamenti fogliari. La sensibilità varietale può essere testata su una piccola superficie di pianta o del raccolto prima dell'applicazione sull'intero appezzamento, evitando fiori e petali.
I produttori raccomandano che le applicazioni siano ripetute a distanza minima di 7-14 giorni, per un massimo di 3 applicazioni, dal momento che un numero maggiore di applicazioni può creare e/o aggravare la fitotossicità del prodotto. Inoltre l'aggiunta di bagnanti e/o adesivanti può, a sua volta, creare o aggravare situazioni di fitotossicità.

## Tossicità
Gli acidi grassi e i loro sali di potassio hanno una tossicità molto bassa per gli animali a sangue caldo: alte dosi se ingerito possono causare disturbi di stomaco e vomito nell'uomo senza gravi effetti sistemici; inoltre i sali di potassio possono causare irritazioni cutanee da lievi a moderate con contatto prolungato.
Gli uccelli, i mammiferi e gli invertebrati ingeriscono gli acidi grassi come parte significativa della loro dieta normale. I sali di potassio degli acidi grassi sono relativamente non tossici per gli uccelli e leggermente tossici per i pesci di acqua fredda e di acqua calda e altamente tossici per gli invertebrati acquatici.